# 퍼펫
퍼펫(영어: Puppet)은 프레디의 피자가게 시리즈에 나오는 애니매트로닉스이다.

## 등장 작품

### 프레디의 피자가게 2
- 퍼펫 (The Puppet)

### 프레디의 피자가게 3
- 팬텀 퍼펫 (Phantom Puppet)

### 프레디의 피자가게 4
- 나이트마리오네 (Nightmarionne)

### 프레디의 피자가게: 피자가게 시뮬레이터
- 레프티 (Lefty)
- 시큐리티 퍼펫 (Security Puppet)

### 프레디의 피자가게: 헬프 원티드
- 퍼펫 (The Puppet)
- 나이트마리오네 (Nightmarionne)

## 같이 보기
- 프레디의 피자가게